# Сваричевський Анатолій Володимирович
Анато́лій Володи́мирович Свариче́вський (29 січня 1930, село Баговиця, нині Кам'янець-Подільського району Хмельницької області — 6 лютого 2014, Хмельницький) — український літературознавець, краєзнавець.

## Біографія
Народився в учительській сім'ї. 1953 року закінчив факультет фізичного виховання Кам'янець-Подільського педагогічного інституту (нині Кам'янець-Подільський національний університет імені Івана Огієнка). 1962 року в цьому ж інституті заочно закінчив філологічний факультет (спеціальність — українська мова і література). Після закінчення Кам'янець-Подільського педагогічного інституту вчителював у Хмельницькому, викладав у технікумі, завідував кабінетом української мови і літератури, а згодом — лабораторією гуманітарних предметів обласного інституту вдосконалення вчителів. Педагогіку поєднував з краєзнавчими дослідженнями. І писав про це в місцеві і всеукраїнські газети та журнали. А з часом і сам став редактором обласного журналу «Педагогічний вісник». Був членом Національної спілки журналістів України, активно працював у Хмельницькій міській журналістській організації.